# A Bigger Splash
A Bigger Splash är en stor popkonstmålning av den brittiska konstnären David Hockney, ägd av Tate. Den nästan helt kvadratiska målningen föreställer en swimmingpool en solig dag vid ett modernistiskt enplanshus, där någon just har hoppat från en trampolin, vilket skapar en vattenkaskad som kastas upp i luften. Verket målades i Kalifornien mellan april och juni 1967, då Hockney arbetade som lärare vid University of California, Berkeley.

## Målningen
A Bigger Splash återger en typisk dag i Kalifornien som är varm och solig utan ett moln på den blå himlen. I bakgrunden syns två palmer vid ett stort modernistiskt enplanshus, med platt tak och stora skjutdörrar i glas som speglar omgivningen, framför en bred rosa uteplats där det står en tom regissörsstol med tunna korsade ben. Skuggan under stolen antyder att solen står högt på himlen och att det är runt middagstid. I förgrunden finns en gul trampolin som leder snett in i bilden från målningens nedre högra hörn vilket leder betraktarens blick mot mitten av en stor swimmingpool där vatten kastas upp i luften, och fångar ögonblicket direkt efter att någon har dykt i. Den som dykt i är inte synlig - och förmodligen fortfarande under vattnet. Regissörsstolen står längre bak, längs samma diagonala linje som bildas av trampolinen och vattenkaskaden. En tjockare vit linje ovanpå byggnadens plana tak betonar platsen där personen träffade vattenytan.
Kompositionen bygger på ett fotografi av en swimmingpool tagen ur en bok, och Hockneys egna teckningar av hus i Kalifornien. Målningen är en ytterligare förenkling av två tidigare målningar av Hockney med liknande motiv A Little Splash (1966) och The Splash (1966), som båda finns i privata samlingar och där den senare 2006 såldes  på Sotheby's för 2,6 miljoner brittiska pund. Den nästan helt kvadratiska duken, som mäter 242,5 cm gånger 243,9 cm domineras av de starka vertikala och horisontella linjerna som skapas av träden, huset och poolens ytterkanter, och övre halvan är jämnt uppdelad i himmel, hus och uteplatsen medan undre delen består av poolen och trampolinen. Den rätlinjiga kompositionen bryts upp av den vertikala trampolinen och lugnet i tavlan kontrasterar mot den fullkomliga explosionen av vatten som dyket åstadkommer. Hockney har uttryckt fascinationen över av att tillbringa två veckor för att avbilda en händelse som tar två sekunder, och hur detta arbete förstärker händelsen mer än ett fotografi.
Verket målades med Liquitex-akrylfärg på en vit linneduk, utan undermålning. Hockney använde en begränsad palett – koboltblå, ultramarin, rå sienna, bränd sienna, rå umbra, Hookers grön, neapelgult och titanvit – applicerade antingen blandade eller som ren färg. Utöver plasket så målades den mycket jämnt och platt med en roller, i två eller tre lager, med ett fåtal ditmålade detaljer – träd, gräs, stol, reflektioner – som övermålning. Det centrala plasket tog två veckor att färdigställa och målades med en mängd små penslar. En bred bård och det centrala ljusa smala strecket på poolkanten är omålade, och där skiner dukens grundton igenom. Den ljusa bården påminner om kanten på en polaroidbild. Målningen har kategoriserats som en viktig länk mellan hans tidigare Picture Emphasising Stillness (Målningar som betonar stillhet) och hans senare "joiners"-porträtt som är kollage med bilder av samma ämne fotograferat under flera timmar.
Sheridan Dufferin, markisen av Dufferin och Ava, köpte målningen 1968 från John Kasmins galleri, och sålde den 1981 till Tate.
I mars 2009, under en intervju organiserad av Tate, svarade Hockney på frågan om vem som hoppade i poolen: "Jag vet faktiskt inte. Den är målad efter ett fotografi av ett plask. Som inte jag tog, men det är vad verket kommenterar. En bilds stillhet. (...) Mesta delen av måleriet ägnades åt plasket och plasket varar i två sekunder och huset kommer att stå kvar. Det är vad det egentligen handlar om. Du måste titta på detaljerna.

## I populärkulturen
Jack Hazans biofilm A Bigger Splash från 1974, som främst handlar om Hockneys förhållande med Peter Schlesinger fick sitt namn efter målningen.
Luca Guadagninos film A Bigger Splash från 2005, vilket är en sorts version av filmen Bassängen, fick också sitt namn från målningen.

### Originalcitat
1. ↑  I don't know actually. It was done from a photograph of a splash. That I haven't taken, but that's what it's commenting on. The stillness of an image. (...) Most of the painting was spent on the splash and the splash lasts two seconds and the building is permanent there. That's what it's about actually. You have to look in at the details."